# Yves Jean-Bart
Cet article possède un paronyme, voir Jean Bart (homonymie).
Yves Jean-Bart, né le 30 octobre 1947 à Aquin, est un dirigeant sportif haïtien, président de la Fédération haïtienne de football entre 1993 et 2020.
En 2020, il est radié à vie par la FIFA de toute activité liée au football, car coupable d’agression sexuelle sur plusieurs jeunes joueuses, dont des mineures de 14, 15 et 16 ans.
Le 14 février 2023, le Tribunal arbitral du sport annule la décision de radiation, citant une série d'erreurs et incohérences commises par la FIFA lors de l'enquête.

## Biographie
Médecin de profession et journaliste sportif de son état, Yves Jean-Bart, surnommé Dadou, est aussi membre fondateur et dirigeant de l’AS Tigresses, puis dirigeant de l'Aigle Noir AC.
En 2000, il est nommé à la tête de la Fédération haïtienne de football et est réélu pour un sixième mandat le 2 février 2020. Il exerce également la présidence par intérim de l'Union caribéenne de football après la suspension officielle de Jack Warner et de Lisle Austin en 2011.
Le 30 avril 2020, à la suite d'une enquête menée par des journalistes de trois pays (dont le Français Romain Molina, spécialiste du football), Yves Jean-Bart est accusé dans le journal anglais The Guardian d'avoir sexuellement abusé (violé) de jeunes filles footballeuses. 
Le 25 mai 2020 il est suspendu par la commission d'éthique de la FIFA pour 90 jours puis à nouveau pour 90 jours. L'enquête sur cette affaire établit finalement le 18 novembre 2020 qu'il avait enfreint les articles 23 (Protection de l’intégrité physique et mentale) et 25 (Abus de pouvoir) du code d’éthique de la FIFA. En conséquence, il est suspendu à vie de toute activité liée au football (administrative, sportive et autre) aux niveaux national et international ; et il doit payer une amende d’un montant de CHF 1 000 000. L'enquête de la FIFA montrera aussi que plusieurs autres dirigeants de la fédération étaient « impliqués (en tant qu'auteurs, complices ou instigateurs) dans des actes d'abus sexuels systématiques à l'encontre de joueuses de football, dont des mineurs, entre 2014 et 2020, dont une femme »,.
Le 14 février 2023, le Tribunal arbitral du sport annule la décision de sanction infligée par la FIFA. Le tribunal arbitral relève l'absence d'éléments suffisants pour étayer les accusations portées à l'encontre d'Yves Jean-Bart. La décision de sanction comporte, selon le tribunal, un "manque de cohérence et [d]es imprécisions dans les déclarations des victimes et des témoins présentés par la FIFA" outre l'absence de preuves scientifiques, telles que des enquêtes médico-légales,.